# Václav Březan

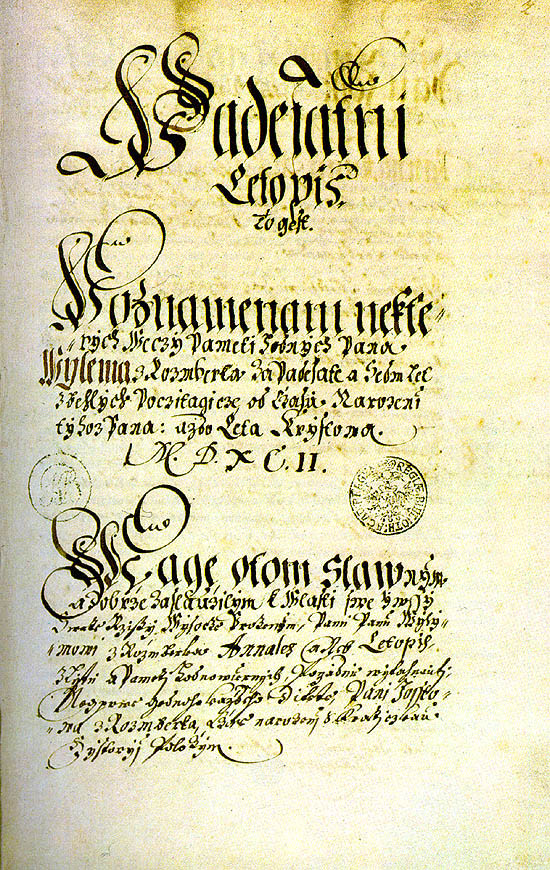
Václav Březan – titulní list Životopisu Viléma z Rožmberka

Václav Březan (asi 1568, Březno – asi 1618) byl rožmberský archivář, knihovník a kronikář.

## Životopis

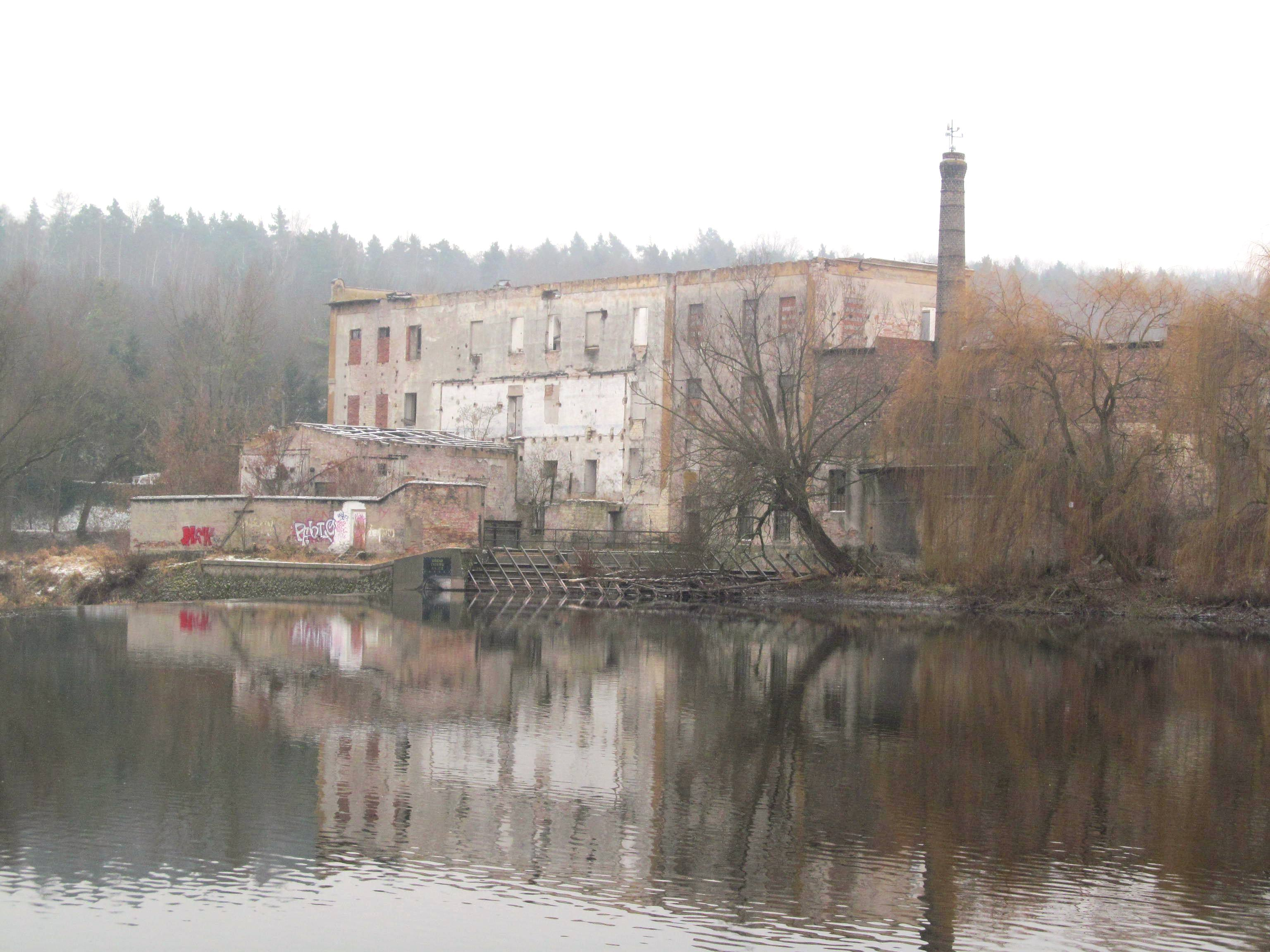
Mlýn v Březně v roce 2021

Václav Březan se narodil v rodině mlynáře v březenském mlýně. Jeho studium v Čechách není doloženo písemnými prameny, ale pravděpodobně studoval na některé z českobratrských partikulárních škol, buď v Mladé Boleslavi nebo Kosmonosích, případně na obou. První jisté datum v jeho životě je rok 1584, kdy se spolu se skupinou mladých šlechticů zapsal na univerzitu v Heidelbergu. Rok nato ale už studoval na štrasburské univerzitě. Vynikal všestranným vzděláním a kulturním rozhledem. Ovládal také na velmi dobré úrovni latinu, němčinu, francouzštinu a řečtinu.
Nejpozději od roku 1593 působil Březan ve službách Petra Voka z Rožmberka. Oba muže spojovala příslušnost k Jednotě bratrské. V květnu 1594 jmenoval Vok Březana písařem v soudní kanceláři na svém českokrumlovském dvoře. Dne 22. listopadu 1596 byl Březan pověřen správou rozsáhlého rožmberského rodinného archívu, který katalogizoval a detailně uspořádal. Jeho práce spočívala především v třídění listinného materiálu, který obsahoval rodové i zemské dokumenty, jež Rožmberkové shromažďovali již od 14. století. Přibližný obsah řady později ztracených listin známe dnes právě jenom díky pečlivému katalogovému zápisu v rukopisném inventáři. S prací byl Březan hotov do roku 1601, kdy se Vokovo sídlo včetně archivu a knihovny začalo stěhovat do Třeboně.
Březan spravoval i proslulou rožmberskou knihovnu. Ta byla považována za jednu z nejbohatších šlechtických knihoven ve střední Evropě. Obsahovala kolem 10 000 svazků, mimo jiné také prakticky všechnu knižní produkci vydanou do té doby Čechách. Byla průběžně doplňována nákupy prostřednictvím rožmberských agentů v různých místech Evropy, jako byly Praha, Norimberk nebo Linec, v moravských bratrských tiskárnách i dary a nákupy pozůstalostí. Knihovna představovala souhrn tehdejší humanistické vzdělanosti, zejména v oblasti teologie, filosofie, historie, práva, lékařství a přírodovědy. Tuto knihovnu Březan v letech 1602–1608 uspořádal a spolu s dalšími pěti pomocníky pořídil její čtyřsvazkový tematický katalog, uloupený Švédy v Praze je uložený v Švédské královské knihovně. Co do úrovně a kvality neměl ve své době obdoby. K označování knih bylo pořízeno více než dvacet různých ex libris a supralibros, které vytvořil tehdejší slavný malíř a grafik Jiljí Sadeler. Sám Petr Vok tuto knihovnu rád ukazoval svým hostům, což Březanovi přinášelo prestiž a dávalo příležitost se seznamovat s představiteli tehdejší společnosti. Březan byl titulován jako praefectus bibliothecae či bibliothecarius et studiosus antiquitatis. 
Po prodeji Českého Krumlova roku 1602 a přesídlení Petra Voka do Třeboně se Březan z Vokova popudu věnoval sepisování Historie rožmberské. Na základě své předchozí pečlivé archivářské práce v ní popsal dějiny rodu od počátků až po poslední Rožmberky. Dílo obsáhlo celkem pět svazků.
Dochovaly se však pouze poslední dva: Život Viléma z Rožmberka a Život Petra Voka z Rožmberka. Oba vyšly v novodobém knižním vydání pod názvem Životy posledních Rožmberků a jsou dodnes cenným historickým pramenem. Březanův dochovaný text má formu deníkových záznamů. Zachycuje množství informací o veřejných činnostech i soukromých poměrech obou šlechticů. Březan věnoval pozornost i hospodářským a poddanských poměrům na panství.
Když v roce 1611 Petr Vok, poslední „vladař domu Rožmberského“, zemřel, přešel Březan do služeb Jana Jiřího ze Švamberka, který se podle staré smlouvy stal dědicem rožmberského panství. Také pro něj Březan uspořádal rodinný archiv a sepsal dějiny švamberského rodu. Kromě toho napsal kratší spis o rodu Šliků z Holíče.
Roku 1617 zemřeli nezletilí dědici mlýna ve Březně. Mlýn jako odúmrť připadl majiteli postoloprtského panství, Štěpánu Jiřímu ze Šternberka. Ten se rozhodl hospodářský dvůr, který k mlýnu patřil, Březanovi darovat. Švamberk se přimlouval, aby byl do darování zahrnutý i mlýn, ale marně. V roce 1931 byla Březanovi na budově mlýna odhalena pamětní deska, která časem zanikla.
Březanovo rozsáhlé dílo se buď nedochovalo, nebo zůstalo v rukopisech, proto nemělo na další vývoj českého dějepisectví vliv. Až v polovině 19. století ho ocenil František Palacký a začalo se postupně vydávat.
Poslední písemná zmínka o Březanovi je z 11. října 1618, pravděpodobně brzy poté zemřel.